# Nettlecombe
Nettlecombe är en ort och civil parish i Storbritannien.   Den ligger i grevskapet Somerset och riksdelen England, i den södra delen av landet, 230 km väster om huvudstaden London. Nettlecombe ligger 119 meter över havet och antalet invånare är 174.
Terrängen runt Nettlecombe är kuperad västerut, men österut är den platt. Runt Nettlecombe är det ganska tätbefolkat, med 230 invånare per kvadratkilometer. Närmaste större samhälle är Minehead, 12,6 km nordväst om Nettlecombe. Trakten runt Nettlecombe består i huvudsak av gräsmarker.